# Waltraud Neuwirth
Waltraud Neuwirth (* 16. März 1941 in Wien) ist eine  österreichische Kunsthistorikerin.

## Leben
Nach Abschluss der Handelsakademie und einer Berufstätigkeit im kaufmännischer Bereich begann Waltraud Neuwirth ein Studium der Klassischen Archäologie und Kunstgeschichte an der Universität Wien. Anschließend ging sie zu einem Studienaufenthalt an das Centre Médiéval in Poitiers. 1968 promovierte sie über Die Initiale in der romanischen Buchmalerei Westfrankreichs. Seit 1968 war sie beim Museum für angewandte Kunst in Wien tätig und war von 1979 bis zu ihrem Ruhestand 2002 Leiterin der Sammlungen für Glas und Keramik. 
Als wissenschaftliche Kuratorin konzipierte und begleitete sie zahlreiche Ausstellungen im In- und Ausland.
Waltraud Neuwirth war Präsidentin der Gesellschaft für vergleichende Kunstforschung. Darüber hinaus war sie Mitglied zahlreicher Vereine und Gesellschaften, u. a. des Vereins der Geschichte der Stadt Wien, der Gesellschaft der Keramikfreunde (Deutschland) sowie der Silver Society (London).
Für ihre wissenschaftliche Leistungen wurde sie 1992 mit dem Österreichischen Ehrenkreuz für Wissenschaft und Kunst, I. Klasse und 2002 dem Goldenen Ehrenzeichen für Verdienste um die Republik Österreich ausgezeichnet.

## Veröffentlichungen (Auswahl)
- Die Initiale in der romanischen Buchmalerei Westfrankreichs. Promotion 1968.
- Das Glas des Jugendstils. Wien-München 1973.
- Wiener Keramik: Historismus, Jugendstil, Art Déco. Klinkhardt & Biermann, Braunschweig 1974, ISBN 3-7814-0163-4.
- Porzellanmaler-Lexikon: 1840–1914. 2 Bände, Klinkhardt & Biermann, Braunschweig 1977.
- Markenlexikon für Kunstgewerbe. Band 1: Deutschland. Edle und unedle Metalle. 1875–1900. Neuwirth, Wien 1978, ISBN 3-900282-05-6.
- J. & L. Lobmeyr. Handbuch Kunstgewerbe des Historismus. Band 1: Orientalisierende Gläser. Neuwirth, Wien 1981, ISBN 3-900282-15-3.
- Die Wiener Porzellan-Manufaktur Augarten. Jugend und Volk, Wien 1996, ISBN 3-224-18867-7.
- mit Ann Dubsky: Schöner als Bergkristall. Ludwig Lobmeyr – Glas Legende. Neuwirth, Wien 1999, ISBN 3-900282-52-8.
- Wiener Porzellan. Original, Kopie, Verfälschung, Fälschung. Jugend und Volk, Wien 1996, ISBN 3-224-18867-7.
- Porzellan aus Wien. Von du Paquier zur Manufaktur im Augarten. Jugend und Volk, Wien 1992, ISBN 3-8113-6084-1.
- Wiener Porzellan. 1744–1864. Neuwirth, Wien 1983, ISBN 3-900282-11-0.
- Keramos und die Wiener Werkstätte: „Keramik extern“ nach Entwürfen von Josef Hoffmann, Dagobert Peche und Ida Schwetz-Lehmann. Neuwirth, Wien 2013, ISBN 978-3-900282-65-3.